# Thomas Lévy-Lasne
 (août 2017).
Thomas Lévy-Lasne est un peintre figuratif français, né le 26 septembre 1980 à Paris.

## Parcours
Thomas Lévy-Lasne est diplômé des Beaux-Arts de Paris en 2004. 
En 2011, il tient le premier rôle du moyen métrage multi-primé Vilaine Fille, mauvais garçon de Justine Triet inspiré de sa vie et de ses peintures[réf. nécessaire]. Il travaille aussi comme cadreur sur les films de la réalisatrice. 
En 2014, il co-organise avec le peintre Marc Molk le colloque « La Fabrique de la peinture » qui se tient au Collège de France dans le cadre de la chaire de métaphysique et de philosophie de la connaissance de Claudine Tiercelin. Son intervention a pour titre « Le grand jeu, peinture de la réalité, réalité de la peinture ».
En 2015, il réalise l'illustration de l'album Perez de Julien Perez.
Il écrit dans les pages Beaux-Arts du magazine de mode CitizenK depuis 2016.
En 2017, il réalise Le Collectionneur, son premier court métrage, avec Benoît Forgeard et Pierre Jouan.
Pensionnaire de la Villa Médicis en 2018-2019, son projet vise à « approfondir sa pratique de la peinture à l’huile autour du thème des modalités humaines d’habiter le monde,. »
En 2019, il réalise l'artwork de l'album d'Alex Beaupain Pas plus le jour que la nuit. À cette occasion il organise, au côté d’Isabelle de Maison Rouge et en présence des peintres Mireille Blanc, François Boisrond, Claire Chesnier et Maude Maris, une conférence « Vitalité de la peinture contemporaine, la scène française » présentant 125 peintres vivants de la scène française en moins de deux heures sous forme de speed dating.
En 2021, il est le commissaire de l'exposition « Les apparences » dans le centre d'art À cent mètres du centre du monde à Perpignan, exposition de 50 peintres vivants de la scène française (dont  Gilles Aillaud, Julien Beneyton ou François Boisrond). À cette occasion, il crée une chaîne Twitch et Youtube « Les apparences » pour y interviewer tous les dimanches à 18 h des peintres de l'exposition. Il continue ensuite en ouvrant à d'autres peintres, produisant plusieurs dizaines d'interviews. Selon Slate, en quelques mois, « Les apparences » atteint des audiences « supérieures à celles de programmes comparables produits par Arte. »
En tant qu'artiste, il puise largement son inspiration dans les œuvres d'autres artistes pour approfondir son travail.

## Expositions

### Expositions personnelles
- 2024 : « L'impuissance », solo show, galerie Les filles du calvaire, Paris 3e
- 2021 : « Drawing Now », solo show, Paris 3e
- 2020 : « L'asphyxie », galerie Les filles du calvaire, Paris 3e
- 2017 : « Drawing Now », solo show, Paris 3e[9],[10]
- 2016 : « La fragilité », Backslash gallery, Paris 3e[11],[12]
- 2016 : « Paréidolie », solo show, Marseille
- 2014 : « hic et nunc », centre d’art Albert Chanot, Clamart[13],[14],[15]
- 2013 : « Visiblement », galerie Isabelle Gounod, Paris 3e[16],[17],[18]
- 2012 : « Drawing Now », solo show, galerie Isabelle Gounod, Carrousel du Louvre
- 2012 : « Les choses muettes », Orangerie du château de la Louvière, Montluçon
- 2010 : « Thomas Lévy-Lasne », centre culturel Henri-Dunant, Les Lilas

## Publications
- La Fête[22],[23], texte d'Aurélien Bellanger, aquarelles de Thomas Lévy-Lasne, Éditions de la ménagerie, 60 pages, 2017

## Galerie

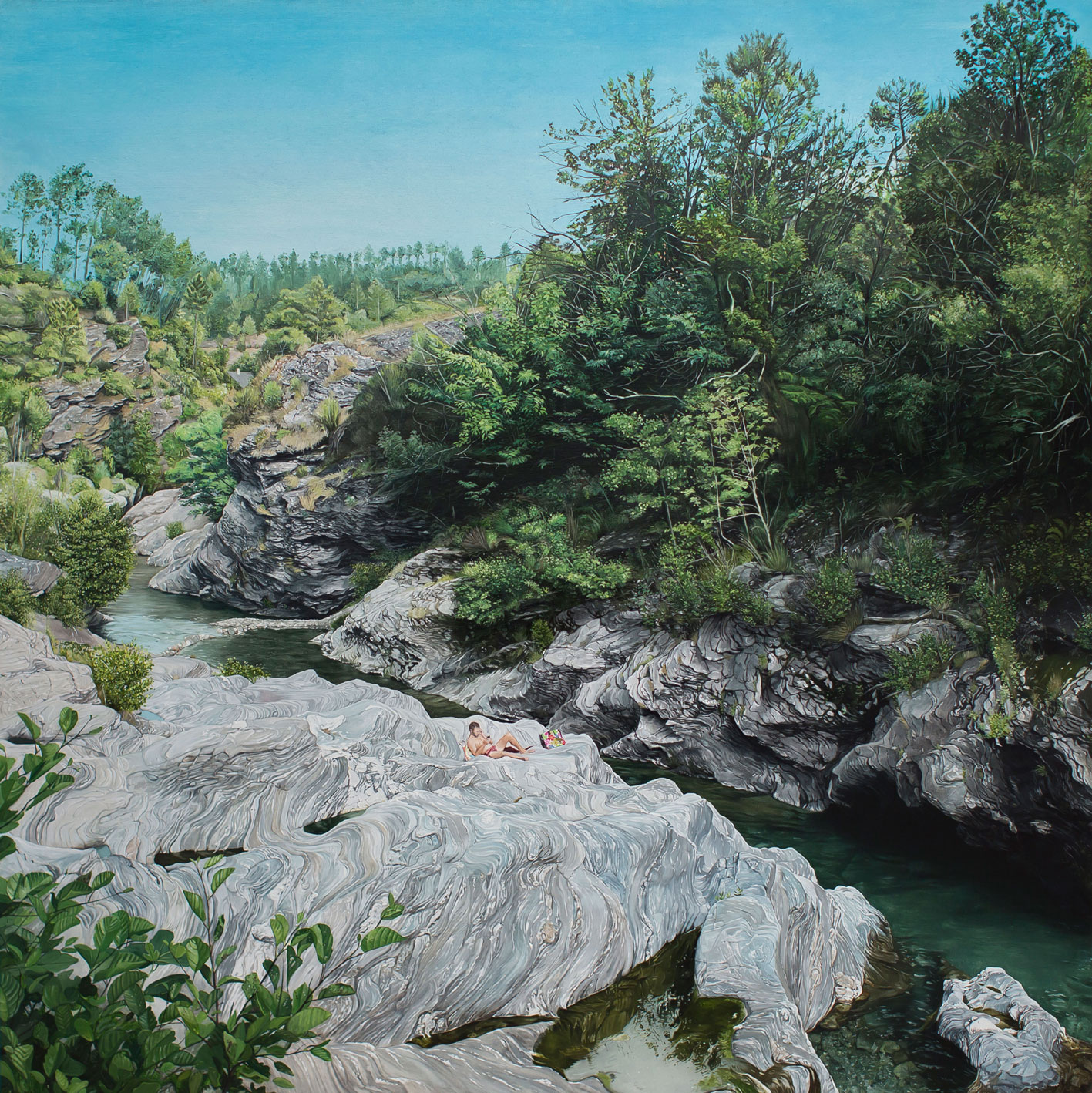
Vacance[24], 2014.
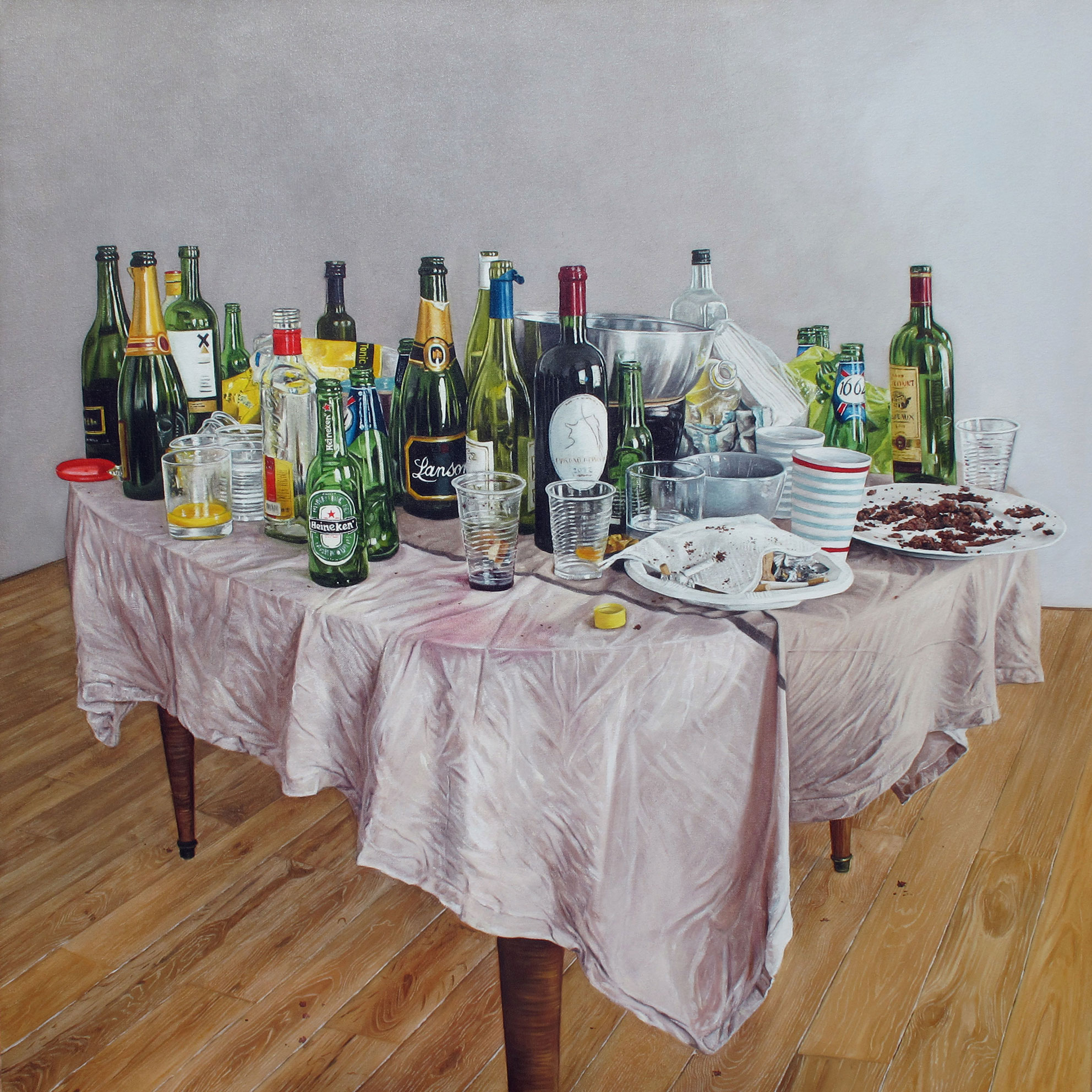
Après la fête[25], 2012.
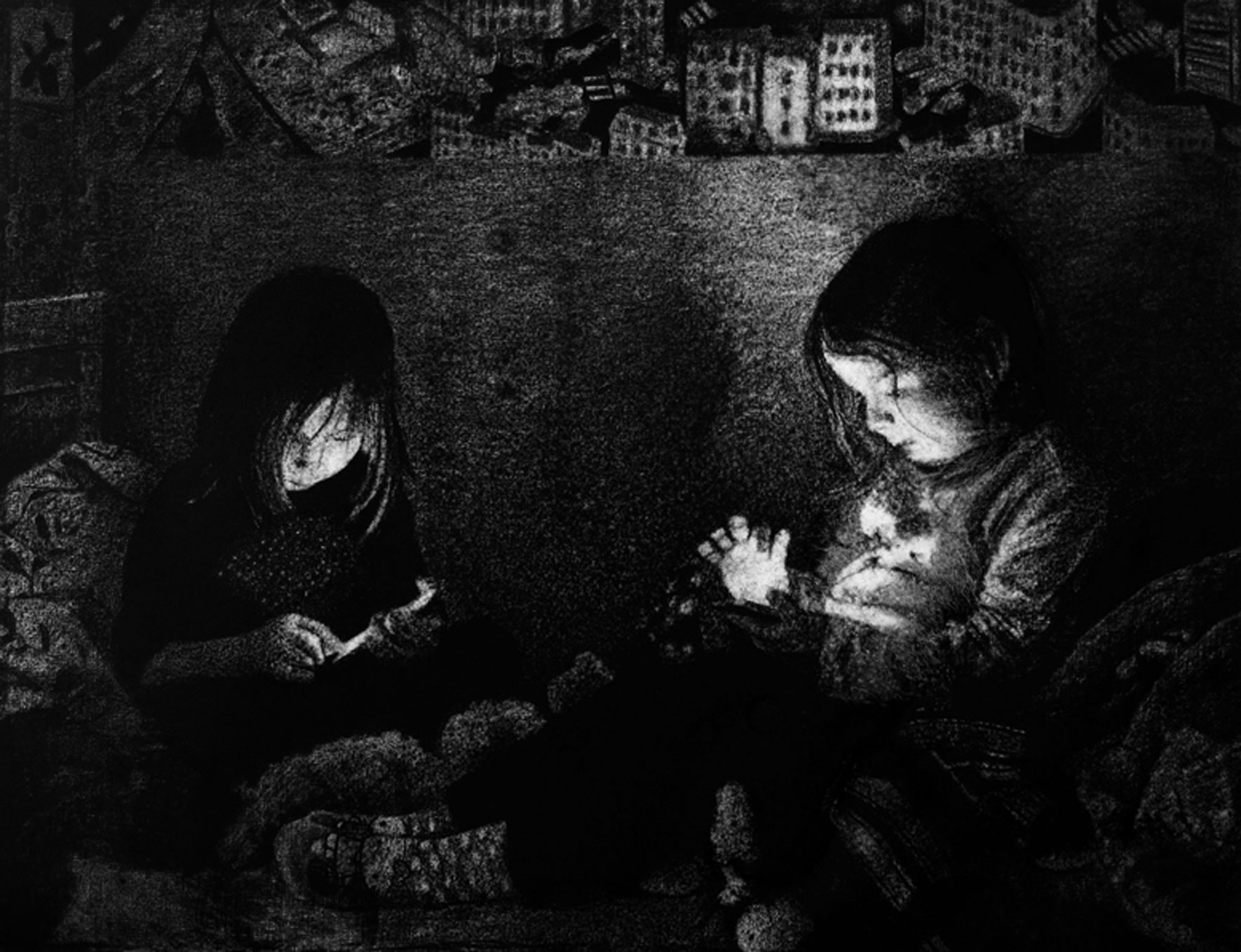
Les Filles aux portables[26], 2015.
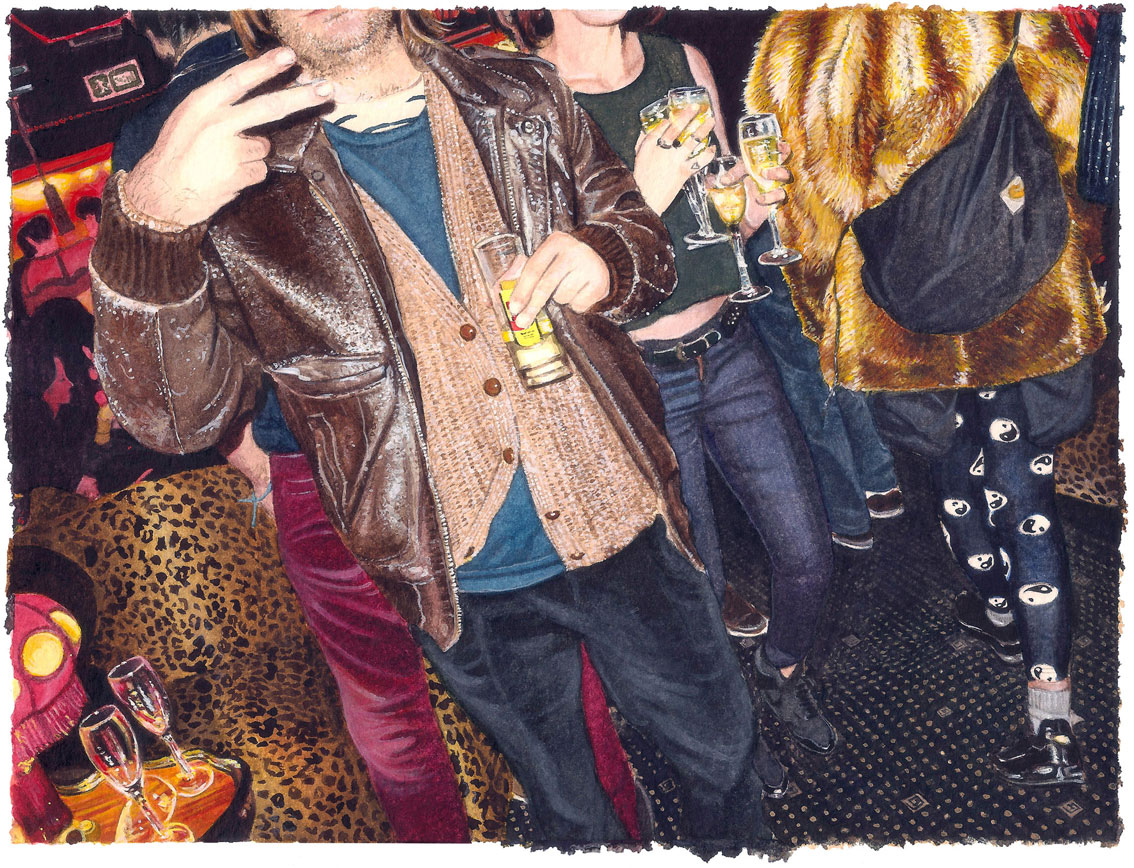
Fête n° 67[27], 2015.

## Cinéma

### Réalisateur
- 2017 : Le Collectionneur (court métrage)

### Acteur
- 2016 : Victoria, long métrage de Justine Triet : Axel le marié
- 2015 : Diamant noir, long métrage d’Arthur Harari : un responsable de la morgue (caméo)
- 2011 : Vilaine Fille, mauvais garçon, court métrage de Justine Triet : lui-même
- 2010 : Don't Touch Me Please de Shanti Masud : le marin

### Cadreur
- 2013 : La Bataille de Solférino, long métrage de Justine Triet
- 2008 : Solférino documentaire de Justine Triet
- 2007 : Sur place documentaire de Justine Triet